# Повіт Нінохе
Пові́т Нінохе́ (яп. 二戸郡, にのへぐん, МФА: [ɲinohe guɴ]) — повіт в префектурі Івате, Японія.